# Génétique inverse
La génétique inverse est une approche génétique cherchant à comprendre la fonction de gènes donnés par l'observation des mutants correspondants. Cette approche « s'oppose » (inverse), à la démarche de génétique classique, qui, pour un phénotype mutant donné, cherche à identifier le gène responsable. Elle procède 1° soit en empêchant l'expression d'un gène choisi en utilisant soit des ARN interférents soit des ARN anti-sens, 2° soit en modifiant un gène en faisant appel à des techniques de mutagénèse dirigée telle que la mutagénèse dirigée par recombinaison homologue apparue dans les années 1990,.

## Outils
La génétique inverse a grandement profité du développement des techniques de biologie moléculaire et en particulier des outils d'invalidation de gène et de séquencage de génome.
- Mutagenèses aléatoires
  - Tilling
- Mutagenèse dirigée
- Interférence par ARN

### Exemple de la levure
La levure est depuis très longtemps un organisme modèle du fonctionnement des eucaryotes, en étant le premier à voir la séquence de son génome dévoilé en 1996. À la suite de cela un consortium de laboratoires européens réalisa l'inactivation systématique de tous les gènes de la levure, créant ainsi une ressource de mutants disponibles pour la communauté scientifique